# Кинематограф Шри-Ланки
Кинематограф Шри-Ланки — один из видов художественного творчества в этой стране, национальный стиль и способ подачи кинематографического материала, а также экономические взаимоотношения, связанные с процессом производства и прокатом созданных произведений. Необходимо выделять две, имеющие значительные отличия, языковые группы этого искусства: сингальскую и тамильскую. Обе они находятся под значительным творческим влиянием индийского кинематографа.

## Кинематограф на сингальском языке

### Период колонизации (1901—1948 годы)

Блок почтовых марок «50 лет кинематографу Шри-Ланки»

Первый фильм на Шри-Ланке (Цейлоне) демонстрировался в 1901 году на закрытом показе для британского губернатора и пленников Англо-бурской войны 1899—1902 годов. Короткометражный документальный фильм носил пропагандистский характер и декларировал победу Британии в этой войне. Первый постоянный кинотеатр доступный широкой публике был открыт в 1903 году. Демонстрировались там, в основном, индийские фильмы. В 1925 году на Шри-Ланке был снят первый игровой фильм, который был показан в Индии и Сингапуре, однако пожар уничтожил оригинальные негативы, и собственно на родине картина показана не была. В 1920-1930-х годах на Шри-Ланке, как и по всему миру, лидируют американские фильмы с Чарли Чаплиным, Гретой Гарбо, Рудольфом Валентино и другими звёздами немого кино. Однако в конце 1930-х — начале 1940-х годов популярным вновь становится индийское кино.
Определённое влияние в становлении кинематографа Шри-Ланки оказал индийский продюсер Н. М. Найягам. В качестве места организации студии был выбран древнейший город Индии Мадурай, где планировалось снимать фильмы по национальным сюжетам. Там в конце 1946 года был снят первый фильм на сингальском языке «Нарушенное обещание» (транслит Kadawunu Poronduwa). Премьерный показ, состоявшийся в январе 1947 года, считается моментом образования национального кинематографа Шри-Ланки. Хотя мелодраматическая картина была хорошо принята зрителями, критики обвинили её в полном подражании индийскому кинематографу: «кино Индии, и так уже говорящее на 12 языках, просто добавило тринадцатый — сингальский». «Асокамала» (Asokamala, премьера — апрель того же года), основанный на традиционном народном сюжете о любви, также был обвинён в том, что «разрушил, надругался и осквернил легенду».

### Доминион Британской империи (1948—1972 годы)
В феврале 1948 года была официально провозглашена независимость государства Цейлон в рамках доминиона Британской империи. Общественно-политические изменения повлекли перемены и в кинематографе. Наиболее важным для кино Шри-Ланки оказался 1953 год. Известный в будущем режиссёр Сайрисена Вимейлавира (en:Sirisena Wimalaweera), который пропагандировал кинематограф, как искусство, организовал студию «Nava Jeevana» и снял свой первый фильм. Режиссёр и сценарист Джьямани (en:B. A. W. Jayamanne), по пьесе которого был поставлен фильм «Нарушенное обещание», сам решил снимать кино. Он выпустил романтический мюзикл «Kele Handa» и обеспечил успех дуэту первых звёзд национального кинематографа актрисе Рукмани Деви (en:Rukmani Devi) и брату режиссёра, актёру Эдди Джьямани (en:Eddie Jayamanne). Третьим событием года стал выход музыкального боевика «Sujatha», который, с одной стороны, пародировал индийское кино, с другой — на долгие годы установил схему прокатного и коммерческого успеха национальных фильмов: «песни-драки-шутки».
В 1956 году режиссёр Лестер Джеймс Перьес, ранее работавший как документалист, объединившись с несколькими единомышленниками, снял фильм «Линия судьбы» (англ. Rekava), который стал переломным в кинематографе Шри-Ланки. Революционность картины состояла в отказе от использования художественных приёмов индийского кино (излишнего мелодраматизма, гротескной поляризации персонажей на «плохих-хороших», неоправданного, демонстрационного насилия) при активном поиске собственных изобразительных средств (развитие характера персонажей по мере изменения внешних обстоятельств, анализ поступков героев в свете сингальских верований и традиций). В фильме, рассказывающем историю мальчика-подростка из обычной деревни, широко были использованы нетипичные ранее натурные съёмки, что придало ему реализма и достоверности. При общих отзывах о картине, как об «истинном луче света», а о режиссёре, как о «колоссе национального кино», широким зрителем фильм был воспринят негативно, именно из-за отсутствия привычных уже атрибутов развлекательного зрелища. Фильм был отобран для участия в основной программе Каннского кинофестиваля 1957 года.
Хотя массовое кино Шри-Ланки продолжало выпуск фильмов в соответствии с проверенными канонами лёгкого жанра, всё большее количество режиссёров уходило от коммерческого копирования иностранных образцов. Однако нового этапа развития достиг опять Лестер Джеймс Перьес. Его картина «Gamperaliya» (рус. ≈ Изменения в деревне, 1963 год) по книге сингальского романиста Мартина Викрамасингха отразила социальную драму сельских жителей в эпоху урбанизации и за свои художественные достоинства была удостоена Золотого Павлина Международного кинофестиваля в Нью-Дели и ряда других кинематографических наград. Снявшиеся в фильме актёры Гамини Фонсека и Генри Йаесена (en:Henry Jayasena) стали чрезвычайно популярны у зрителей.
Успех «Gamperaliya» вызвал настоящий бум социального реализма в кинематографе Шри-Ланки. Среди других работ этого периода, режиссёр Сири Гунасингх (en:Siri Gunasinghe) снимает фильм «Семь морей» (en:Sath Samudura, 1966 год) о жизни рыбацких общин, отмеченный критиками за мастерство при постановке крупных планов. Д. Б. Нихалсингх ставит «Пустыню» (en:Welikathara, 1971 год), который был оценен за высокий уровень операторской работы и монтажа.